# Djura
Pour les articles homonymes, voir Djura (homonymie).
Djouhra Abouda Lacroix, connue sous le nom de scène de Djura, née le 3 avril 1949 à Ifigha, en Algérie, est une chanteuse française de musique kabyle.  

## Biographie

### Origines
En 1954, le père de Djura quitte l'Algérie, alors département français, pour travailler à Paris. Quelques années plus tard, son épouse, Tassadit Abouda, née Sardi, et leurs deux enfants, dont Djura, le rejoignent dans le quartier de Belleville puis sont relogés à La Courneuve en proche banlieue. Djura n'a que cinq ans et ne parle que le kabyle.

### Études
Ayant obtenu le baccalauréat de philosophie et étant attirée par les métiers du théâtre et du cinéma, elle envisage de faire une carrière artistique mais son père s'y oppose, ne lui voyant comme avenir que celui de mère au foyer. Elle décide alors, à l'âge de 17 ans, de retourner, seule, en Algérie à la recherche de ses racines. Refusant de se conformer au stéréotype traditionnel de la femme musulmane (son frère et sa femme souhaitent la marier), elle rentre en France mais est séquestrée par son père. Elle fugue et rompt avec sa famille. Travaillant pour subvenir à ses besoins et financer ses études, elle obtient une licence puis une maîtrise d'art plastique.

### Réalisations cinématographiques
Elle réalise alors deux courts métrages, Algérie couleurs et Ciné cité. 
En cherchant des musiques pour son long métrage, Ali au pays des merveilles, réalisé en 1976 sur la condition des travailleurs immigrés, elle rencontre son futur producteur et mari, Hervé Lacroix, qui lui conseille de s'engager dans la chanson. Le film, qui donne la parole à un manœuvre maghrébin confronté à une France méprisante ou indifférente, est présenté à la cinémathèque d'Alger,.

### Fondation de l'ensemble DjurDjura
En 1979, elle fonde le groupe DjurDjura, du nom de la montagne Djurdjura. Elle y associe plusieurs de ses sœurs, notamment Malha et Fatima. Leur premier disque sort la même année aux éditions Kondo-Râ.

### Éclatement du groupe
En 1986, un différend familial les sépare, dont elle donne sa version dans son roman autobiographique Le voile du Silence (1987). Le livre se vend à plus de 200 000 exemplaires.
La même année, Djura crée un nouveau groupe, sous le nom de Djur Djura (en deux mots), faute de pouvoir utiliser le nom initial (en un seul mot).

### Carrière solo
Djura réalise ensuite des albums personnels, notamment Le Défi en 1986, A Yemma en 1990 et Uni-vers-elles en 2002. 
Elle publie un essai La Saison des Narcisses en 1993.
En 2008, elle crée L'Opéra des cités, fresque musicale qui retrace, à travers les yeux d’une petite fille venue en France à l’âge de 5 ans, l’histoire de l’immigration sur trois générations. Les talents des cités sont présentés sur les grandes scènes de France. Le projet a pour but d'instaurer le dialogue entre les communautés qui représentent la France multiculturelle. L'association Opéra des cités travaille à Marseille, dans les écoles, pour mettre en place une opération, un conte pour enfant qui est présenté à Marseille en juin 2012. L'Opéra des cités devrait ensuite se produire à Paris.

### Tournées du nouveau groupe Djur Djura en Algérie
Alors que le groupe initial avait été interdit de se produire en Algérie à cause de ses chants patriotique kabyles, le nouveau groupe est autorisé à effectuer, en 2015, une tournée dans le pays, passant notamment au 37e festival international de musique de Timgad.
En 2016, le groupe retourne en Algérie et se produit au Théâtre Hasni-Chakroun d’Oran puis au Centre des arts de Sidi-Fredj sur la côte ouest d’Alger. Il y chante Idurar n djerdjer (Mont Djurdjura), Tafat (Lumière), Yiwen wass (Un Jour) et Yir ussan (Les Mauvais Jours) ainsi que Kker a mmis umazigh (Debout fils d’Amazigh), chant patriotique écrit en 1945 par Mohand Ouidir Aït Amrane.

### Nomination au Conseil économique, social et environnemental
Par décret en date du 17 mars 2017, le président François Hollande a nommé Djura au Conseil économique, social et environnemental.

### Honneurs
Madame Lacroix, née Abouda (Djouhra), a été nommée en 2005 au grade de chevalier de la Légion d’honneur, dans le cadre de la « promotion de l’égalité des chances ».

## Décorations
- Chevalière de la Légion d'honneur (2005)
- Commandeure de l'ordre des Arts et des Lettres (2021)[13]

## Discographie

### Ensemble Djurdjura
Albums produits de 1979 à 1982 par le groupe Djurdjura (en un seul mot) :
- 1979 : le Printemps,
- 1980 : Asirem,
- 1982 : A Yemma

### Ensemble Djur Djura
- 1986 : Le défi.

### Solo
- 2002 : Uni-vers-elles.

## Publications
- Le Voile du Silence, 1987 ; Le Livre de Poche, 1991 ; trad. anglaise : The Veil of Silence (Quartet Books, 1990)
- La Saison des narcisses, Michel Lafon, 1993, 233 p.